# Embrace, Extend, and Extinguish
«Embrace, extend and extinguish» або ж «Embrace, extend, and exterminate» (з англ. — «Підтримати, надбудувати і знищити») — фраза, як встановило Міністерство юстиції США, використовувана в корпорації Microsoft, щоб описати їхню стратегію впровадження в галузі програмного забезпечення, що використовує поширені стандарти шляхом розширення цих стандартів і подальшого використання цих відмінностей для отримання переваги над конкурентами.
Тактика складається з таких кроків:
- створення та просування ринку своєї реалізації певної відомої технології, заснованої на відкритих стандартах, досягнення хоча б значущого, а то й провідного, становища на ринку (embrace);
- додання до технології своїх власницьких розширень, що реалізують потрібні користувачам можливості (extend);
- після накопичення певної «критичної маси» власницьких розширень йде повна відмова від оригінальної відкритої технології, заміна її власницькою зі збереженням при цьому зовнішнього вигляду технології для користувачів. Оскільки на цьому етапі продукт є лідером ринку, відкрита технологія помирає через відставання від власницької (extinguish).

Прихильники вільного програмного забезпечення вважають це морально неприйнятним способом створення бар'єрів для зміни постачальника і вкрай негативно реагують на будь-які спроби Microsoft додати власницькі розширення до відкритих стандартів (наприклад, Kerberos).

## Приклади
- Несумісність браузерів. Позивачі в антимонопольній справі стверджують[хто?], що корпорація Microsoft додала підтримку елементів керування ActiveX у браузер Internet Explorer для створення несумісності з браузером Netscape Navigator, у якому використовувалися компоненти, що базуються на Java і власній системі додатків (плагінів).

- Несумісність реалізацій Java. Припускають, що наприкінці 1990-х Microsoft могла застосувати стратегію «embrace and extend» до платформи Java (спочатку розробленої для різних ОС, зокрема Windows, Mac і Linux). Microsoft у реалізації відмовилася від інтерфейсу Java Native Interface, замінивши його власним J/Direct, доступним лише в ОС Windows, але не в Linux і Mac. Згідно зі внутрішніми документами, так компанія намагалася обмежити портованість платформи[5]. У січні 2001 року Microsoft виплатила Sun 20 млн доларів[6].

- Мережеві протоколи. 2000 року у Windows 2000 Server включено розширений варіант протоколу Kerberos (спочатку — стандарт інтернету), що порушило сумісність із наявними реалізаціями[7]. Розширення опубліковано лише як виконуваний файл, його запуск вимагав згоди з NDA, що забороняло сторонні реалізації розширення, особливо з відкритими сирцями. Користувачі інтернет-форуму Slashdot, порушивши угоду з розробниками, виклали опис розширення. Microsoft зажадала від Slashdot видалити ці документи[8].

- Системи обміну текстовими повідомленнями. 2001 року портал CNet News.com виявив схожість зі стратегією у вбудованих в ОС Microsoft системах обміну текстовими повідомленнями[9]. Спочатку Microsoft прийняла стандарт AOL, поширений у 1990-х і на початку 2000-х, потім розширила його власною функціональністю, при цьому позбавивши його сумісності з програмами AOL. Розширена реалізація зайняла значну частку ринку, оскільки ОС Microsoft була встановленою на 95 % ПК, і програма MS Messenger надавалася безкоштовно. Фактично програми обміну повідомленнями AOL було знищено, оскільки AOL не могла використовувати запатентованих Microsoft розширень протоколу.

- Формат PDF: Adobe Systems заборонила Microsoft реалізацію вбудованої підтримки відображення PDF-документів, побоюючись застосування нею стратегії «embrace and extend»[10].

- Офісні документи. У пам'ятці для групи продуктів Office у 1998 році Білл Гейтс заявив: "Дозволяти офісним документам добре відображатися в сторонніх браузерах — це одна з найдеструктивніших речей, які ми повинні змінити в нашій стратегії. Ми повинні припинити докладати зусиль у цьому напрямку та переконатися, що документи Office дуже добре залежать від можливостей PROPRIETARY IE. Решта — самогубство для нашої платформи. Це той випадок[sic], коли Office повинен уникати будь-яких дій зі знищення[sic] Windows[11].

- Свідчення в суді. 2007 року Рональд Алепін (Ronald Alepin) дав свідчення суду у справі Comes v. Microsoft, у яких навів цитати зі внутрішніх листів Microsoft на підтвердження існування стратегії[12].

- Несумісності браузерів (CSS, data: URI[en] тощо): Opera Software 2007 року подала до європейського суду проти Microsoft, заявляючи про застосування нею подібної стратегії у браузерах при реалізації стандартів[13].

- Поглинення Nokia. 2 вересня 2013 року компанія Microsoft, буквально на піку спаду популярності, викуповує компанію «Пристрої мобільних телефонів Nokia». Вважають[хто?], що спад викликало невдоволення користувачів ОС Windows Phone, встановленої на пристрої Nokia. Мобільні телефони цієї компанії серії X (під керуванням ОС Android) взагалі мали урізану функціональність[джерело?]. Ці фактори дуже вплинули на конкурентоспроможність Nokia на світовому ринку мобільних пристроїв, що призвело до падіння акцій та подальшої купівлі компанією Microsoft corp.

- Поштові протоколи. Microsoft підтримувала поштові протоколи POP3, IMAP та SMTP у своєму поштовому клієнті Microsoft Outlook. Разом з тим, вони розробили власний протокол електронної пошти Microsoft Exchange Server. У вересні 2019 року Microsoft оголосила, що припинила підтримку базового автентифікаційного доступу до API Exchange Online для користувачів Office 365[14]. Це фактично призвело до того, що багато користувачів, переважно університети, припинили підтримку IMAP і SMTP, обмеживши своїх користувачів лише доступом до електронної пошти Microsoft Outlook або через Інтернет[15][16][17][18].